# Goncelin
Goncelin est une commune française située dans le département de l'Isère, en région Auvergne-Rhône-Alpes.
Ses habitants sont appelés les Goncelinois et les Goncelinoises.

## Géographie

### Situation et description
Goncelin se situe à 32 km au sud de Chambéry, à 30 kilomètres au nord-est de Grenoble et fait partie de l'aire urbaine de celle-ci.
Dans la vallée du Grésivaudan sur la rive gauche de l'Isère, face au Touvet, cette ville est le point de départ de la route menant à Saint-Pierre-d'Allevard et Allevard.

### Sites géologiques remarquables
La banquette interglaciaire de Barraux et les vallées perchées du Grésivaudan sont un site géologique remarquable de 556,69 hectares qui se trouve sur les communes de Goncelin, Le Cheylas, La Flachère, Morêtel-de-Mailles, Sainte-Marie-d'Alloix et Saint-Vincent-de-Mercuze-Sainte-Marie-du-Mont. En 2014, ce site d'intérêt géomorphologique est classé « deux étoiles » à l'« Inventaire du patrimoine géologique ».

### Climat
Pour des articles plus généraux, voir Climat d'Auvergne-Rhône-Alpes et Climat de l'Isère.
En 2010, le climat de la commune est de type climat des marges montargnardes, selon une étude du Centre national de la recherche scientifique s'appuyant sur une série de données couvrant la période 1971-2000. En 2020, Météo-France publie une typologie des climats de la France métropolitaine dans laquelle la commune est exposée à un climat de montagne ou de marges de montagne et est dans la région climatique  Alpes du nord, caractérisée par une pluviométrie annuelle de 1 200 à 1 500 mm, irrégulièrement répartie en été. 
Pour la période 1971-2000, la température annuelle moyenne est de 11,3 °C, avec une amplitude thermique annuelle de 19,1 °C. Le cumul annuel moyen de précipitations est de 1 434 mm, avec 9,7 jours de précipitations en janvier et 8,1 jours en juillet. Pour la période 1991-2020, la température moyenne annuelle observée sur la station météorologique de Météo-France la plus proche, « Pipay_sapc », sur la commune de Theys à 5 km à vol d'oiseau, est de 6,3 °C et le cumul annuel moyen de précipitations est de 1 545,8 mm,. Pour l'avenir, les paramètres climatiques de la commune estimés pour 2050 selon différents scénarios d'émission de gaz à effet de serre sont consultables sur un site dédié publié par Météo-France en novembre 2022.

### Hydrographie
Le territoire communal est bordé par l'Isère.

### Voies de communication et transports
Le territoire communal est traversé par l'ancienne route nationale 523 qui relie Saint-Martin-d'Hères (près de Grenoble) à Montmélian. À la suite de la réforme de 1972, cette voie a été déclassée en RD 523.

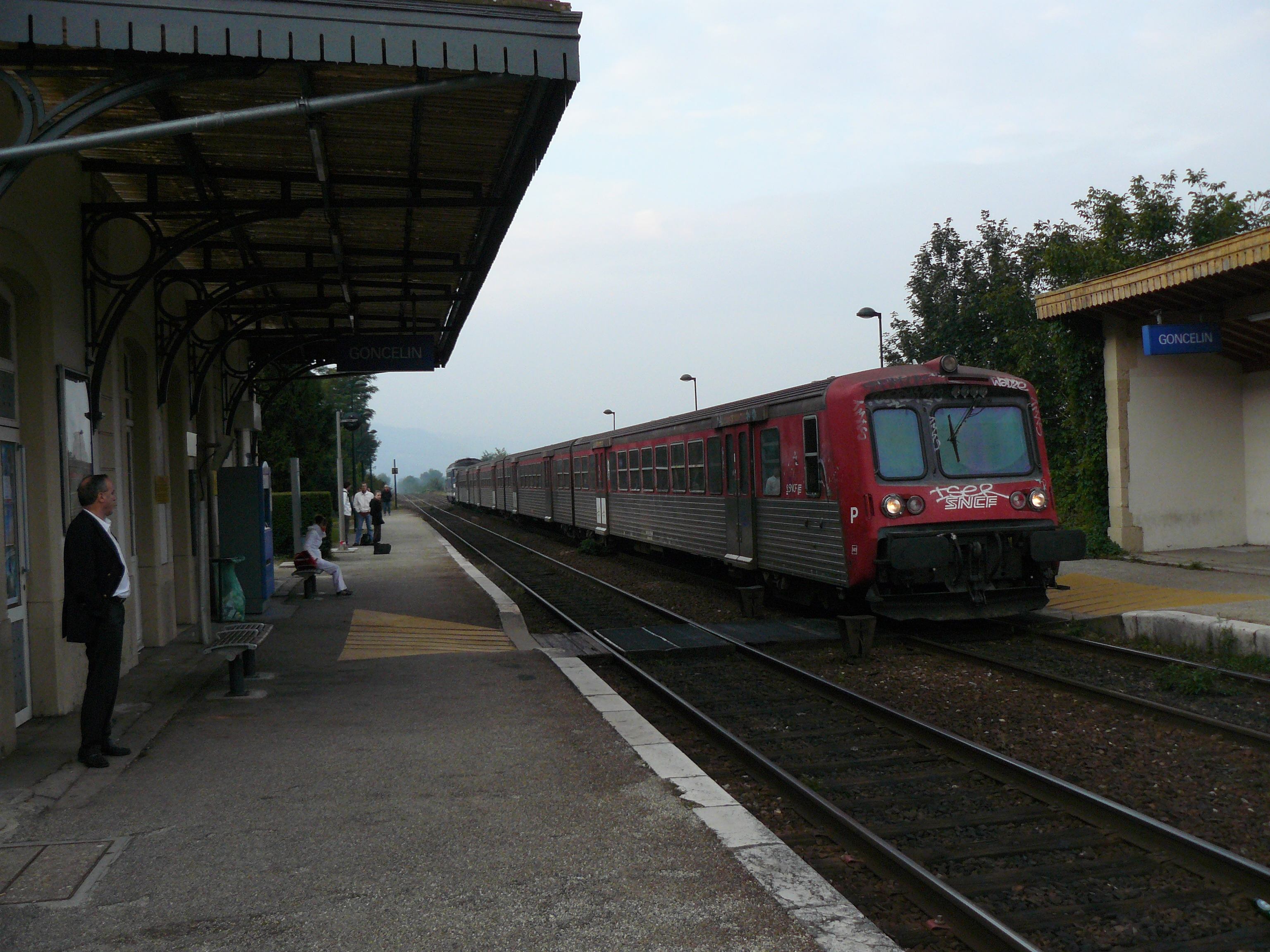
La gare.

La commune comte une gare ferroviaire, desservie par des trains TER Auvergne-Rhône-Alpes.

## Urbanisme

### Typologie
Au 1er janvier 2024, Goncelin est catégorisée bourg rural, selon la nouvelle grille communale de densité à sept niveaux définie par l'Insee en 2022.
Elle appartient à l'unité urbaine de Goncelin, une unité urbaine monocommunale constituant une ville isolée,. Par ailleurs la commune fait partie de l'aire d'attraction de Grenoble, dont elle est une commune de la couronne,. Cette aire, qui regroupe 204 communes, est catégorisée dans les aires de 700 000 habitants ou plus (hors Paris),.

### Occupation des sols
L'occupation des sols de la commune, telle qu'elle ressort de la base de données européenne d’occupation biophysique des sols Corine Land Cover (CLC), est marquée par l'importance des forêts et milieux semi-naturels (64,7 % en 2018), en diminution par rapport à 1990 (66,2 %). La répartition détaillée en 2018 est la suivante : 
forêts (64,7 %), zones agricoles hétérogènes (12,3 %), terres arables (6,2 %), zones urbanisées (6,1 %), prairies (4,5 %), zones industrielles ou commerciales et réseaux de communication (3,4 %), eaux continentales (2,9 %). L'évolution de l’occupation des sols de la commune et de ses infrastructures peut être observée sur les différentes représentations cartographiques du territoire : la carte de Cassini (XVIIIe siècle), la carte d'état-major (1820-1866) et les cartes ou photos aériennes de l'IGN pour la période actuelle (1950 à aujourd'hui).

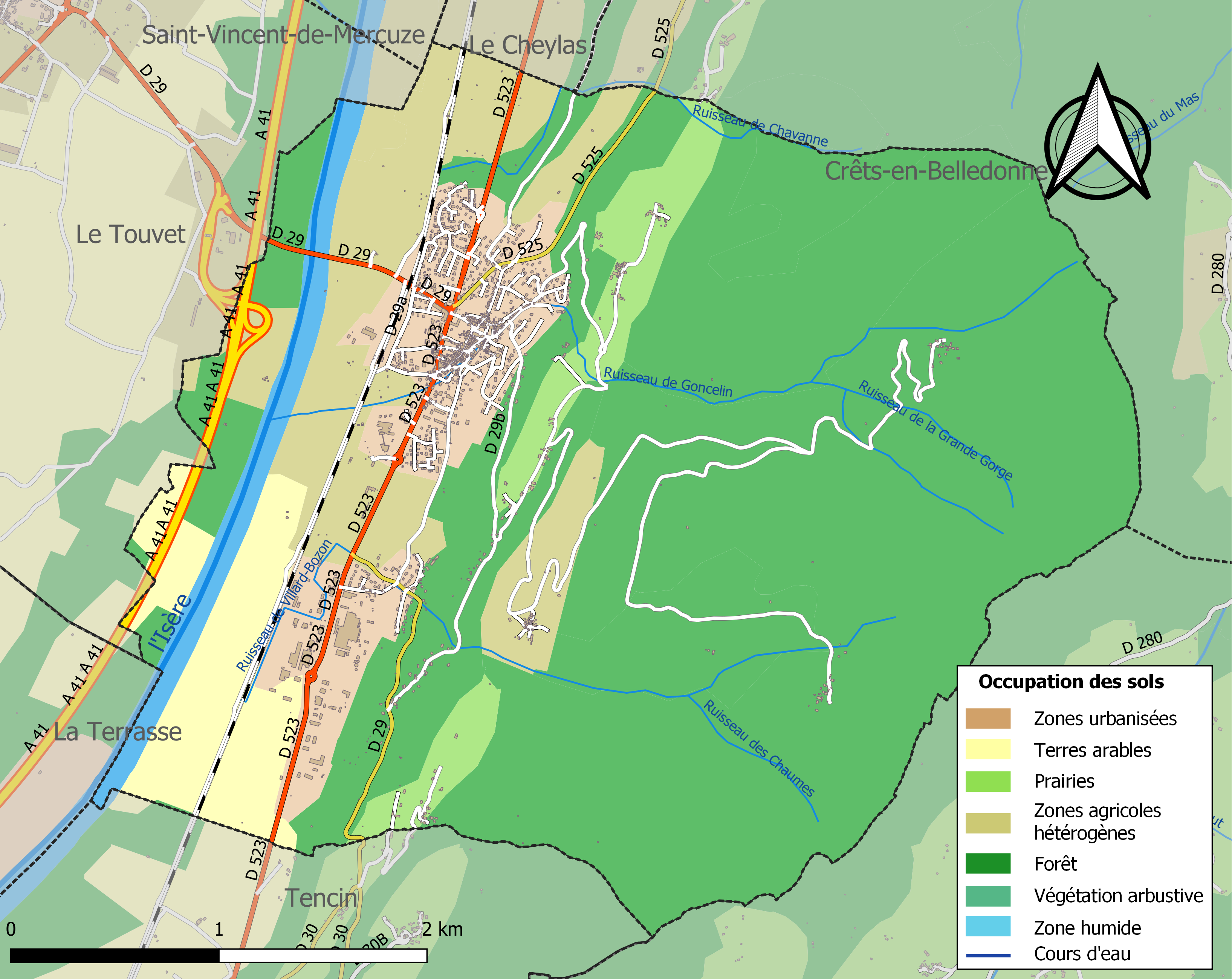
Carte des infrastructures et de l'occupation des sols de la commune en 2018 (CLC).

### Hameaux, lieux-dits et écarts
Goncelin possède huit hameaux dont le plus haut, Ruche, se trouve à 800 m d'altitude sur les balcons de Belledonne.
- le Champet
- Villard-bozon
- Sollières
- Ruche
- les Côtes
- Pelane
- Fontcouvert
- Montgalmand

et s'est agrandi avec plusieurs lotissements dont :
- Les Poètes ;
- Le Clos du château ;
- Le Champ du bourg.

### Risques naturels et technologiques

#### Risques sismiques
L'ensemble du territoire de la commune de Goncelin est situé en zone de sismicité no 4 (sur une échelle de 1 à 5), comme la plupart des communes de son secteur géographique.
| Type de zone | Niveau            | Définitions (bâtiment à risque normal) |
| ------------ | ----------------- | -------------------------------------- |
| Zone 4       | Sismicité moyenne | accélération = 1,6 m/s2                |

## Toponymie
Goncelin : porté dans les Hautes-Alpes et les départements voisins, c'est un nom de personne germanique, Guncelinus, Goncelinus, diminutif formé sur la racine gund = combat. Variante : Gonssolin, Gonsolin. On trouve en Savoie les formes similaires Goncelin et Goncellin.

## Histoire
- Puissante cité au Moyen Âge. Il s'agit d'un bourg fortifié[17].

On note aussi la présence d'une maison forte appartenant aux Philippe en 1336 :

« quandam turim cum quadam domo bassa ipsius turri contigua et cum omni tenemento eidem contiguo site infra burgum goncellini. »

- Du Moyen Âge au milieu du XIXe siècle, le port de Goncelin au lieu-dit l'Islon, était essentiellement le port d'embarquement du minerai de fer de Belledonne et des fontes des hauts fourneaux d'Allevard, en direction des aciéries de la région de Rives ou de la fonderie royale de canons de marine de Saint-Gervais.

- le cataclysme de 1827 : destruction partielle au XIXe siècle par un violent orage.

Le 14 juin 1827, la commune de Goncelin subit un cataclysme (avec d'autres communes connexes). De 18h à 20h au milieu de l'orage le plus violent, une foudre d'eau tomba sur les montages du canton de Goncelin. Les eaux tombées sur une montagne dite "des souliers" ont tout à coup entraîné les arbres, la terre, et laissé le rocher presque nu. Ces eaux suivant la rivière entraînant des pierres ont en quelques minutes renversé une quarantaine de maisons. En 1988, Roger Jallut dans un rappel des faits évoque le bilan de 20 à 30 personnes englouties ou restées sans vie à la suite de cet évènement. Il évoque également la liste connue des victimes de l'époque et l'élan de solidarité exceptionnel qui s'en suivi par le département.  

  
En 1827, un dépôt d'objets en bronze au sommet du mont de St Genis ou des Cinq Crêts fut découvert par Achille Chaper à la suite d'un violent orage. Il comprenait des bracelets, faucilles, épingles datés de la phase moyenne du Bronze final (1100-950  av. J.-C.) à l'époque des premiers ateliers de bronziers installés sur les lacs alpins (Bourget, Annecy, Aiguebelette). Il est placé près des filons de cuivre de St Pierre-d'Allevard et le dépôt possède des lingots de cuivre.  

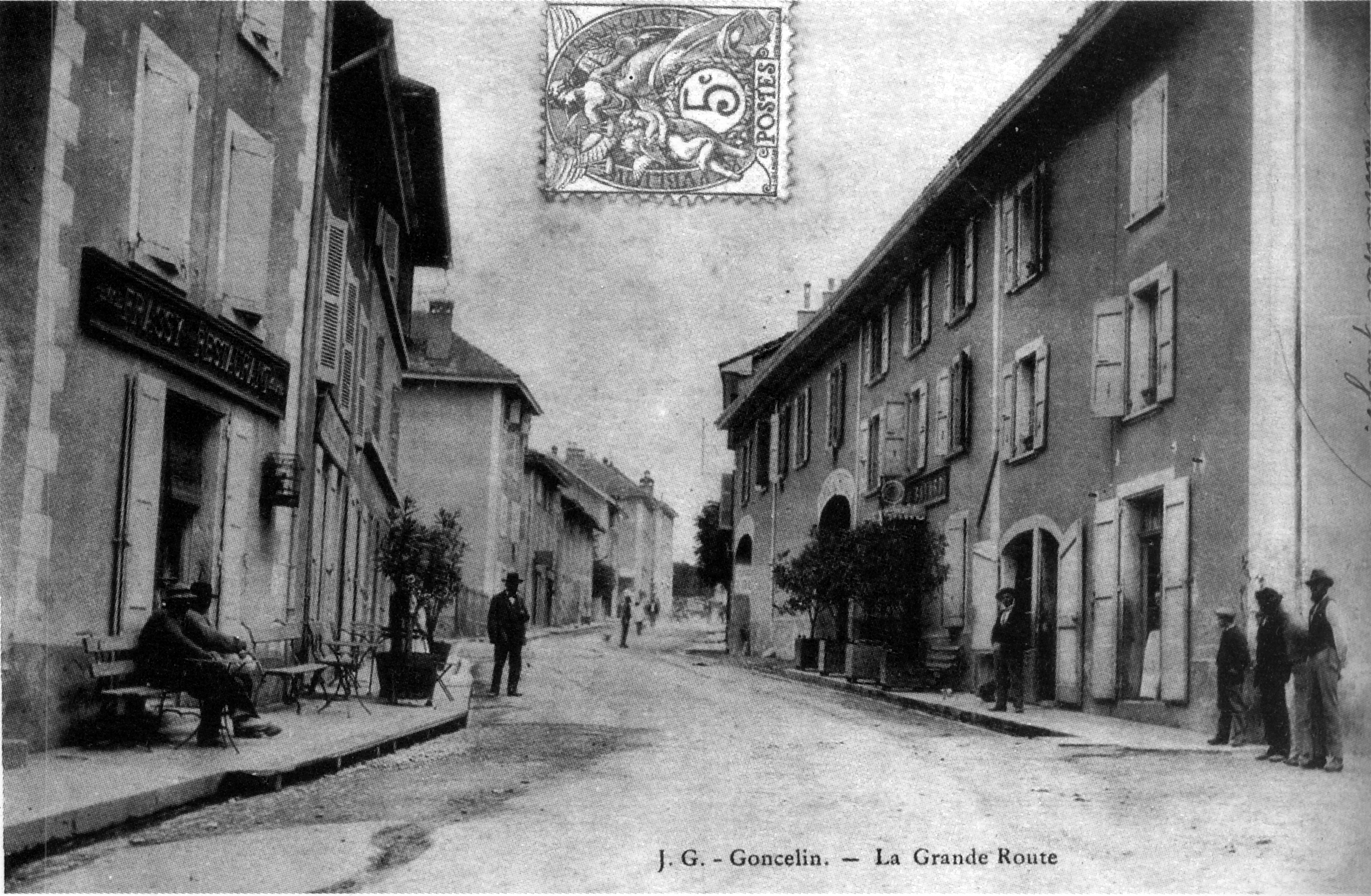
La Grande Route en 1906.

### Héraldique
| Blason de Goncelin | Blason  | De gueules au chevron d'or, accompagné en pointe de trois roses du même mal ordonnés ; au chef de gueules chargé d'une rose d'or. |
| Blason de Goncelin | Détails | Le statut officiel du blason reste à déterminer.                                                                                  |

## Politique et administration

### Hôtel de ville
L'hôtel de ville est équipé depuis 2000 d'un carillon de huit cloches provenant de la fonderie Paccard.

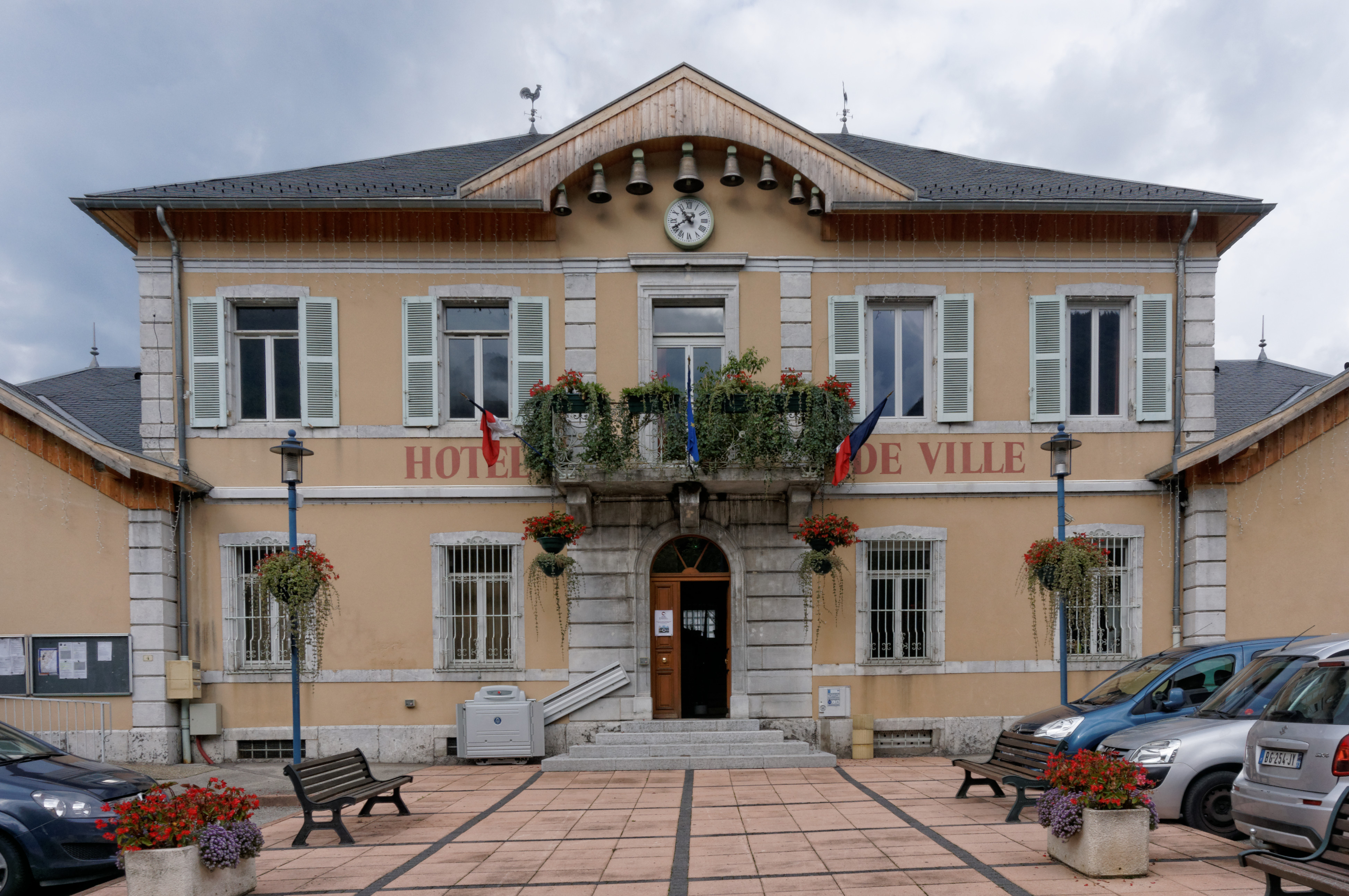
Mairie de Goncelin.
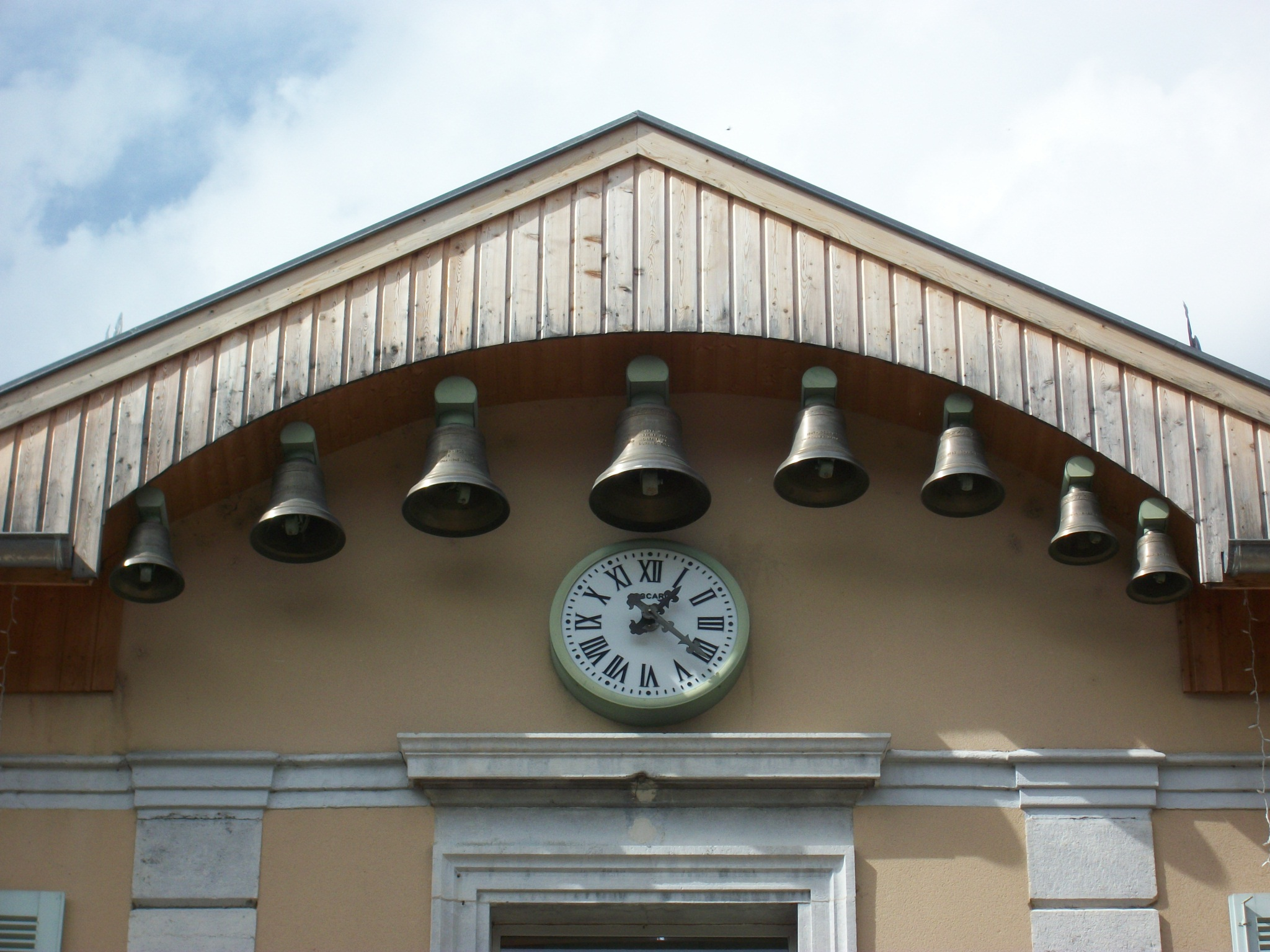
Carillon de la mairie de Goncelin.

### Petite enfance
La commune dispose d'un Relais Assistantes Maternelles et de la halte garderie municipale - le Multi Accueil « La Ruche » - pour les petits âgés de 3 mois à 3 ans.

### Enseignement
Goncelin propose un enseignement depuis la maternelle jusqu'au collège :
- l'école maternelle ;
- l'école primaire ;
- le collège Icare.

### Services publics sur place

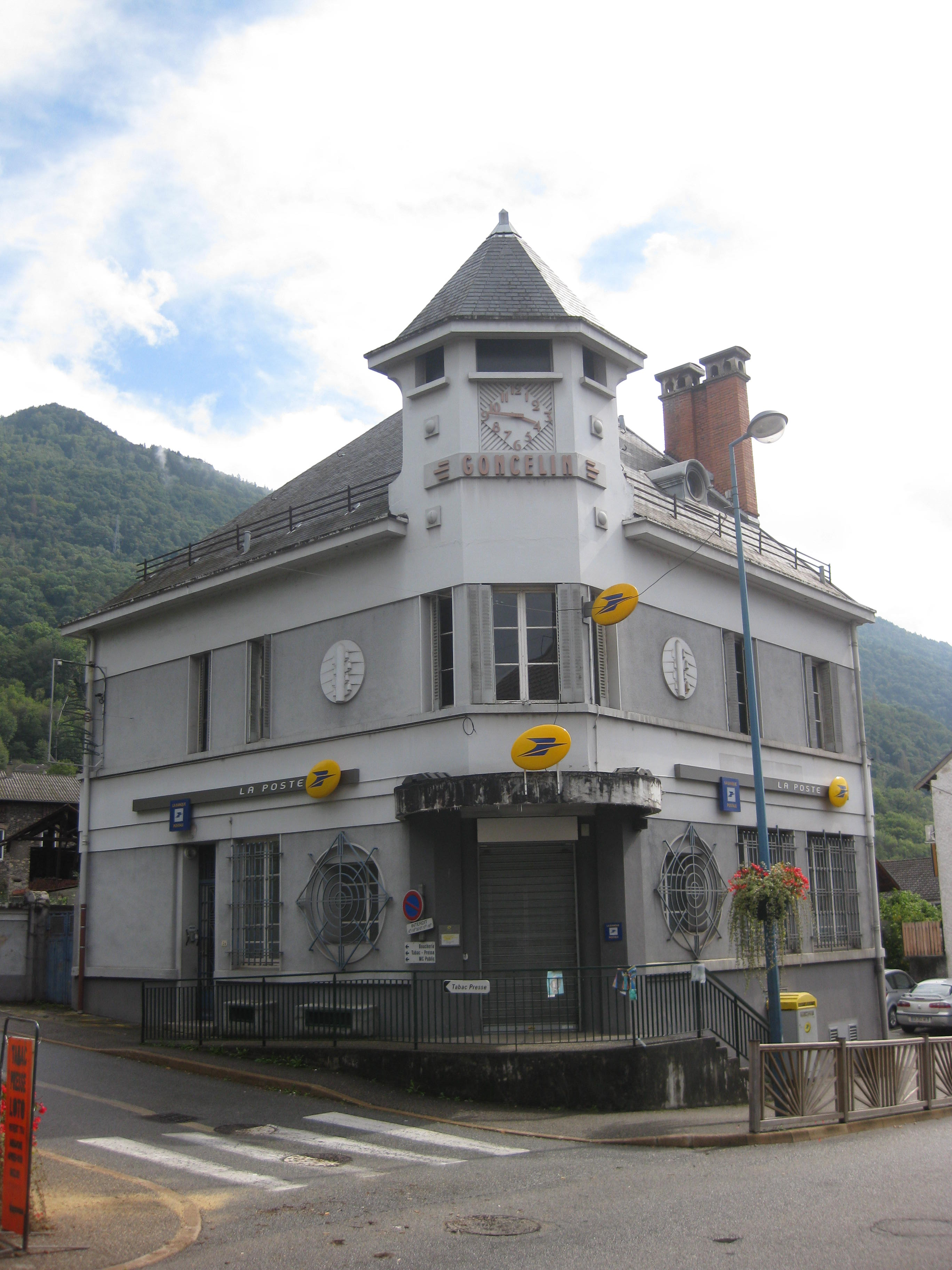
Bâtiment de la poste rue de la ventive.

### Liste des maires
| Période   | Période   | Identité            | Étiquette    | Qualité |
| --------- | --------- | ------------------- | ------------ | ------- |
| 1900      | 1904      | Jules Sarret        |              |         |
| 1904      | 1908      | Antoine Mercier     |              |         |
| 1908      | 1919      | Émile Morel         |              |         |
| 1919      | 1925      | Gaston Durand       |              |         |
| 1925      | 1935      | Gustave Agrel       |              |         |
| 1935      | 1938      | Gaston Durand       |              |         |
| 1938      | 1947      | Pierre Janot        |              |         |
| 1947      | 1958      | Maurice Jourdanet   |              |         |
| 1958      | 1977      | Marcel Sorrel       |              |         |
| mars 1977 | mars 1983 | Constant Sario      |              |         |
| mars 1983 | 1992      | Yves Saumon         |              |         |
| 1992      | juin 1995 | René Emery          |              |         |
| juin 1995 | mars 2008 | Marie-Thérèse Roche | RPR puis UMP |         |
| mars 2008 | En cours  | Françoise Midali    | UMP-LR       |         |

## Population et société

### Démographie
L'évolution du nombre d'habitants est connue à travers les recensements de la population effectués dans la commune depuis 1793. Pour les communes de moins de 10 000 habitants, une enquête de recensement portant sur toute la population est réalisée tous les cinq ans, les populations de référence des années intermédiaires étant quant à elles estimées par interpolation ou extrapolation. Pour la commune, le premier recensement exhaustif entrant dans le cadre du nouveau dispositif a été réalisé en 2008.

En 2022, la commune comptait 2 452 habitants, en évolution de +3,07 % par rapport à 2016 (Isère : +3,07 %, France hors Mayotte : +2,11 %).
| 1793  | 1800  | 1806  | 1821  | 1831  | 1836  | 1841  | 1846  | 1851  |
| ----- | ----- | ----- | ----- | ----- | ----- | ----- | ----- | ----- |
| 1 481 | 1 553 | 1 650 | 1 641 | 1 628 | 1 642 | 1 547 | 1 636 | 1 650 |

| 1856  | 1861  | 1866  | 1872  | 1876  | 1881  | 1886  | 1891  | 1896  |
| ----- | ----- | ----- | ----- | ----- | ----- | ----- | ----- | ----- |
| 1 602 | 1 634 | 1 587 | 1 561 | 1 513 | 1 545 | 1 524 | 1 521 | 1 505 |

| 1901  | 1906  | 1911  | 1921  | 1926  | 1931  | 1936 | 1946 | 1954 |
| ----- | ----- | ----- | ----- | ----- | ----- | ---- | ---- | ---- |
| 1 355 | 1 346 | 1 255 | 1 086 | 1 087 | 1 102 | 983  | 923  | 950  |

| 1962 | 1968  | 1975  | 1982  | 1990  | 1999  | 2006  | 2008  | 2013  |
| ---- | ----- | ----- | ----- | ----- | ----- | ----- | ----- | ----- |
| 884  | 1 136 | 1 506 | 1 467 | 1 771 | 1 937 | 2 123 | 2 176 | 2 269 |

| 2018  | 2022  | - | - | - | - | - | - | - |
| ----- | ----- | - | - | - | - | - | - | - |
| 2 470 | 2 452 | - | - | - | - | - | - | - |

### Clubs sportifs
- CAG (Athlétic Club Goncelinois), petit club de football local.
- Le club de tennis Goncelinois.
- Ski club Goncelinois.
- Basket club.

### Médias
La commune est située sur l'aire de diffusion de radio Ici Isère, une radio publique qui émet sur tout le territoire du département de l'Isère.

### Cultes
Dans le bourg de Goncelin, l'église Saint-Didier a été récemment restaurée.

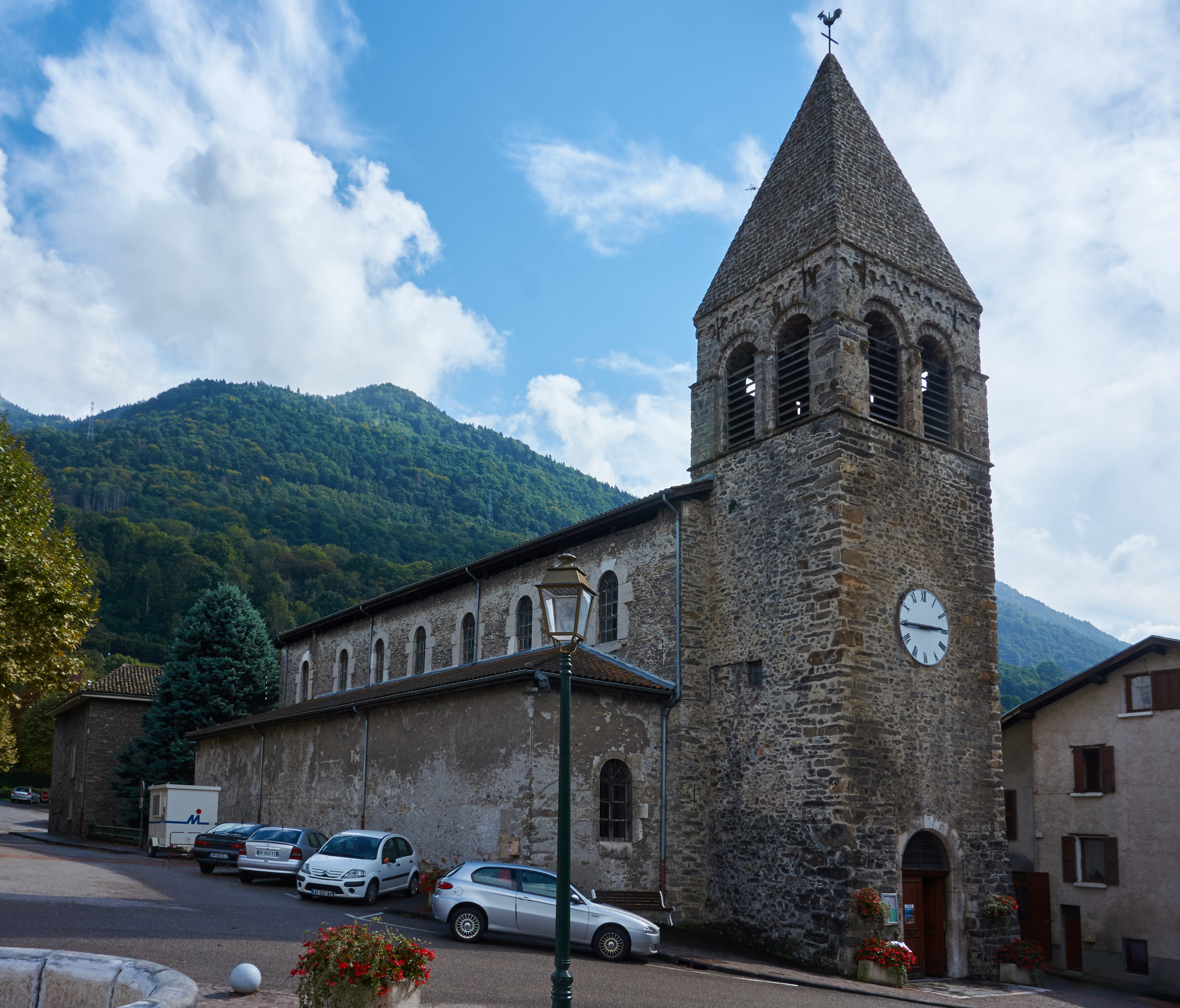
Église Saint-Didier de Goncelin - sept 2014 - avant restauration.
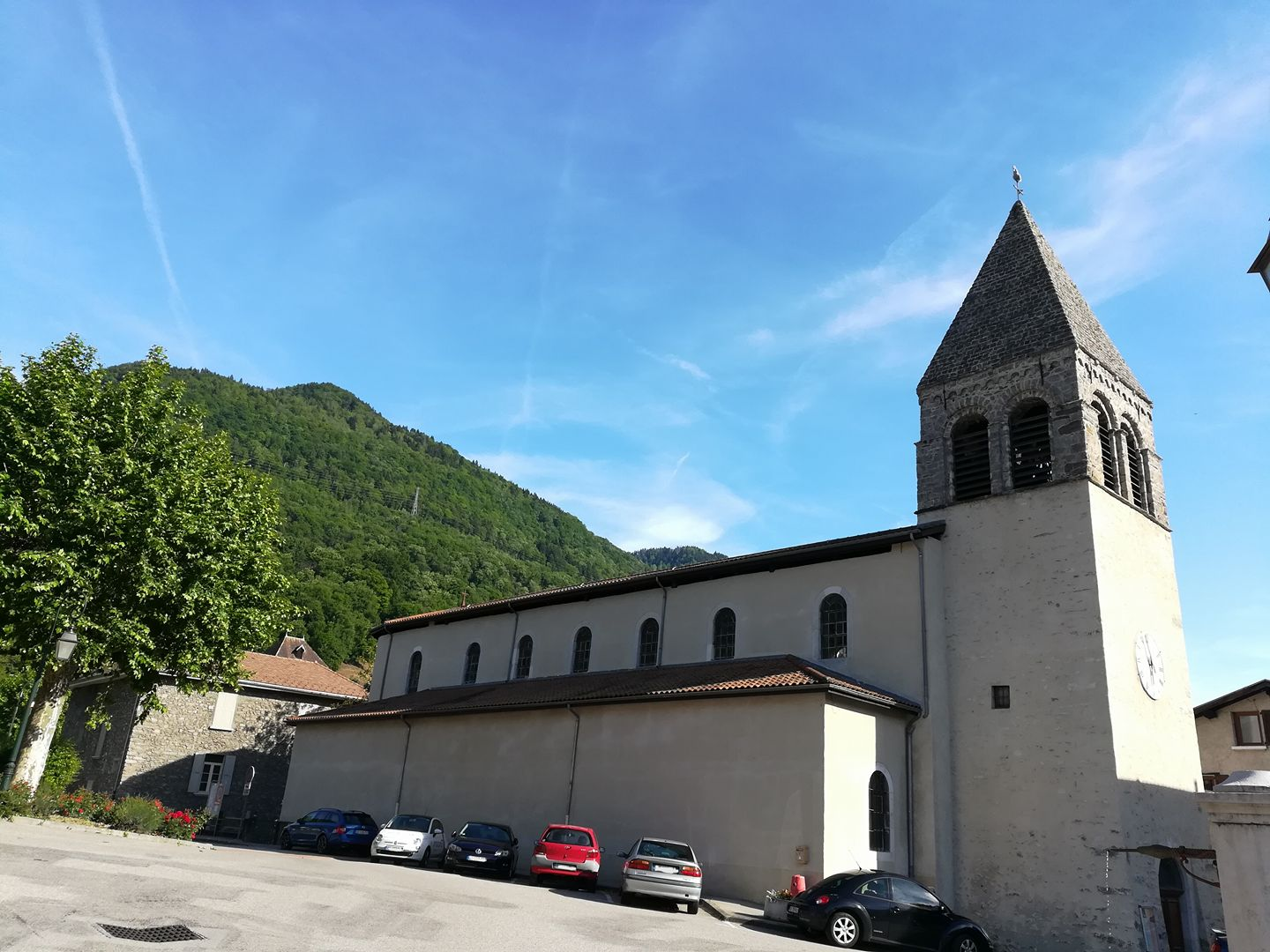
Église Saint-Didier de Goncelin - mai 2017.

## Économie
La commune fait partiellement partie de l'aire géographique de production et transformation du « Bois de Chartreuse », la première AOC de la filière Bois en France.

## Culture locale et patrimoine

### Lieux et monuments

#### Patrimoine religieux
église Saint-Didier
Goncelin possède une église dédiée à Saint-Didier, dont la construction  s'est effectuée de 1297 à 1308. Actuellement, seul le clocher est de cette époque. En effet, l'église fut démolie en 1842, puis reconstruite et agrandie en 1849 avec les deux nefs latérales. Les murs du chœur actuel reposent, au levant, sur les anciennes fondations. La décoration peinte et les boiseries du chœur datent de cette période. Douze apôtres en fonte, grandeur nature, logées dans des niches aménagées dans les murs latéraux des deux nefs furent bénis le 11 juin 1873 par le père Raynaud. Trois vitraux se trouvent dans le chœur : l'un dédié à saint Didier (dont l'église porte le nom) se situe au centre. Le second est dédié à Notre-Dame de la Pitié et le troisième représente saint Antoine rendant visite à saint Paul ermite dans le désert.

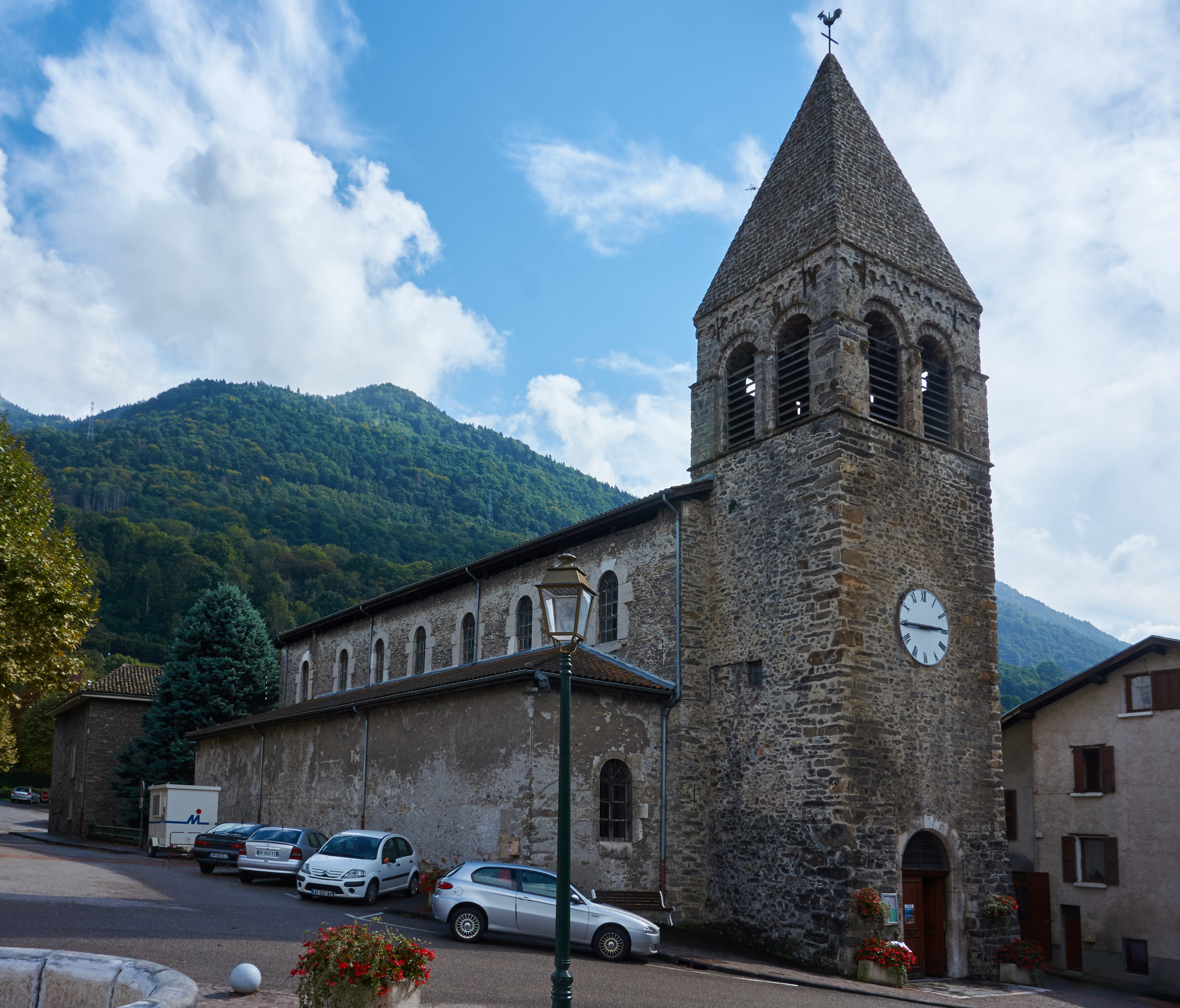
L'église.
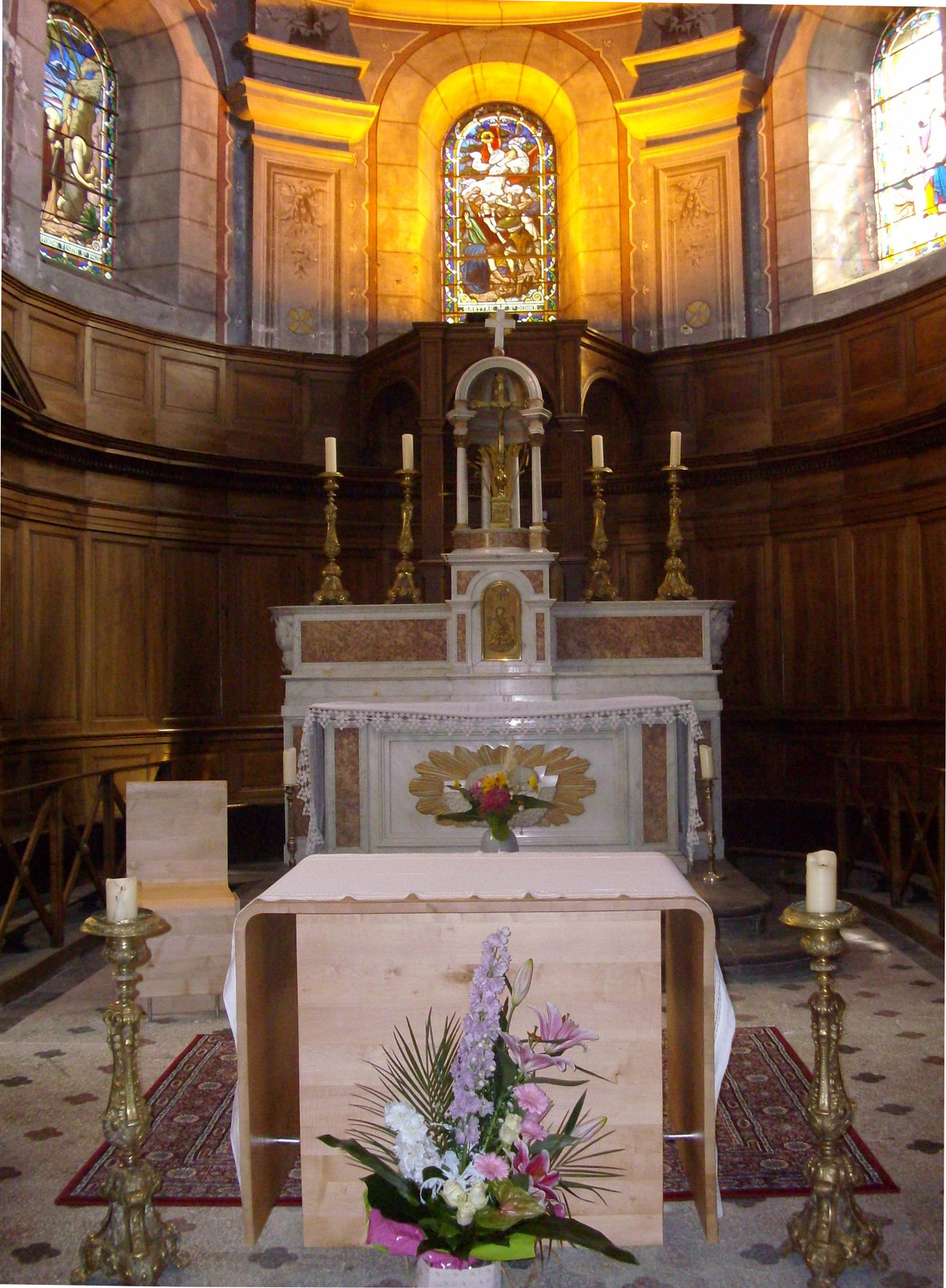
Autel de l'église.

#### Patrimoine civil

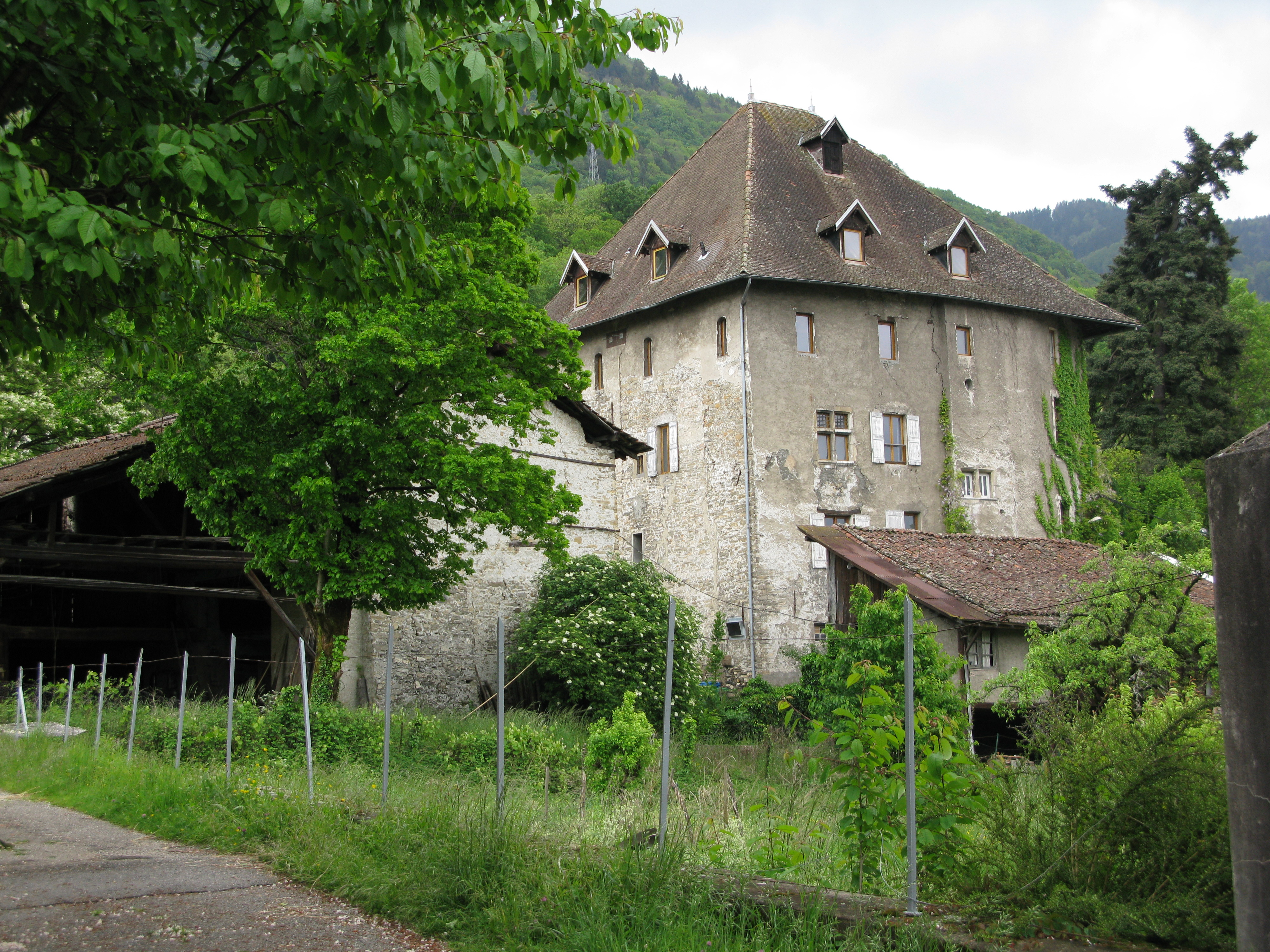
Le château de Goncelin.

maison forte delphinale de Goncelin
La maison forte -  dite aujourd'hui le « château » -  dominant le village de Goncelin fut édifiée aux XIIe et XIIIe siècles : la partie nord-ouest, avec un escalier à vis est la plus ancienne. Elle fut habitée par la famille de Goncelin connue dès 1218. Dans un contexte politique de carence du pouvoir central, les châteaux-motte naquirent à l'initiative des seigneurs locaux. Mais les dauphins s'intéressèrent très tôt à ce secteur en raison de sa proximité avec la Savoie. Résidence du seigneur ou du châtelain, le château était une architecture militaire. Le village de Goncelin était protégé par une enceinte d'un kilomètre de long, qui comportait quatre portes. À l'intérieur de la circonscription furent édifiées deux autres beaux exemples de fortification : la tour de Montpensard et la tour Noire, dont le proximité géographique et la ressemblance étonnante invite à proposer une même datation autour du XIVe siècle.
Du XVe au XVIIe siècle, l'histoire du château est mal connue. Il fut sans doute occupé par les châtelains, officiers représentant du dauphin. Autour du XVe siècle, il fut agrandi à l'est, avec la création d'une grande salle au rez-de-chaussée, ornée d'un plafond à la française et d'une grande cheminée, éclairée de plusieurs fenêtres à meneaux côtés est et nord.
En 1792, le château appartenait à Jean Sarret, l'un des plus gros propriétaires terriens du village, membre d'une famille de marchands tanneurs qui s'installa à Goncelin au début du XVIIIe siècle. Son fils Claude, avocat à la cour du parlement, fut maire de Goncelin en 1790. C'est probablement à cette période que le château fut transformé en « manoir », par l'adjonction d'un toit dauphinois, et un agrandissement à l'ouest avec une nouvelle façade d'entrée. La grande salle, qui conserva son plafond, sa cheminée et ses ouvertures, reçut un nouveau décor de tentures, baguettes et peintures, familier des clients du restaurant qu'elle a abrité durant plus de cinquante ans.
Au  début du XXe siècle, au décès de Jules Sarret, sa veuve décida de vendre les terres et les bâtiments. Tandis que la famille Serat achetait la ferme et des terrains, ce fut Gabriel Léger qui se porta acquéreur du château entre 1918 et 1920. Celui-ci trouva la mort prématurément dans un accident de moto en 1925 et sa veuve, ne se sentant pas en mesure d'assumer seule l'exploitation de la propriété, la céda sa belle-sœur Marie Léger. Avec Jeanne Taulier, celle-ci y aménagea une pension de famille, très prisée par la clientèle anglaise, qui prospéra jusqu'à la Deuxième Guerre mondiale. Après une période de désaffectation, au cours de laquelle le château servit de magnanerie et de logements locatifs, un restaurant fut ouvert au rez-de-chaussée. Dans les années 1950, le château fut acheté par une SCI (Sorrel, Midali et Armanet). Depuis les années 2000, il appartient à plusieurs membres de la famille Sorrel.

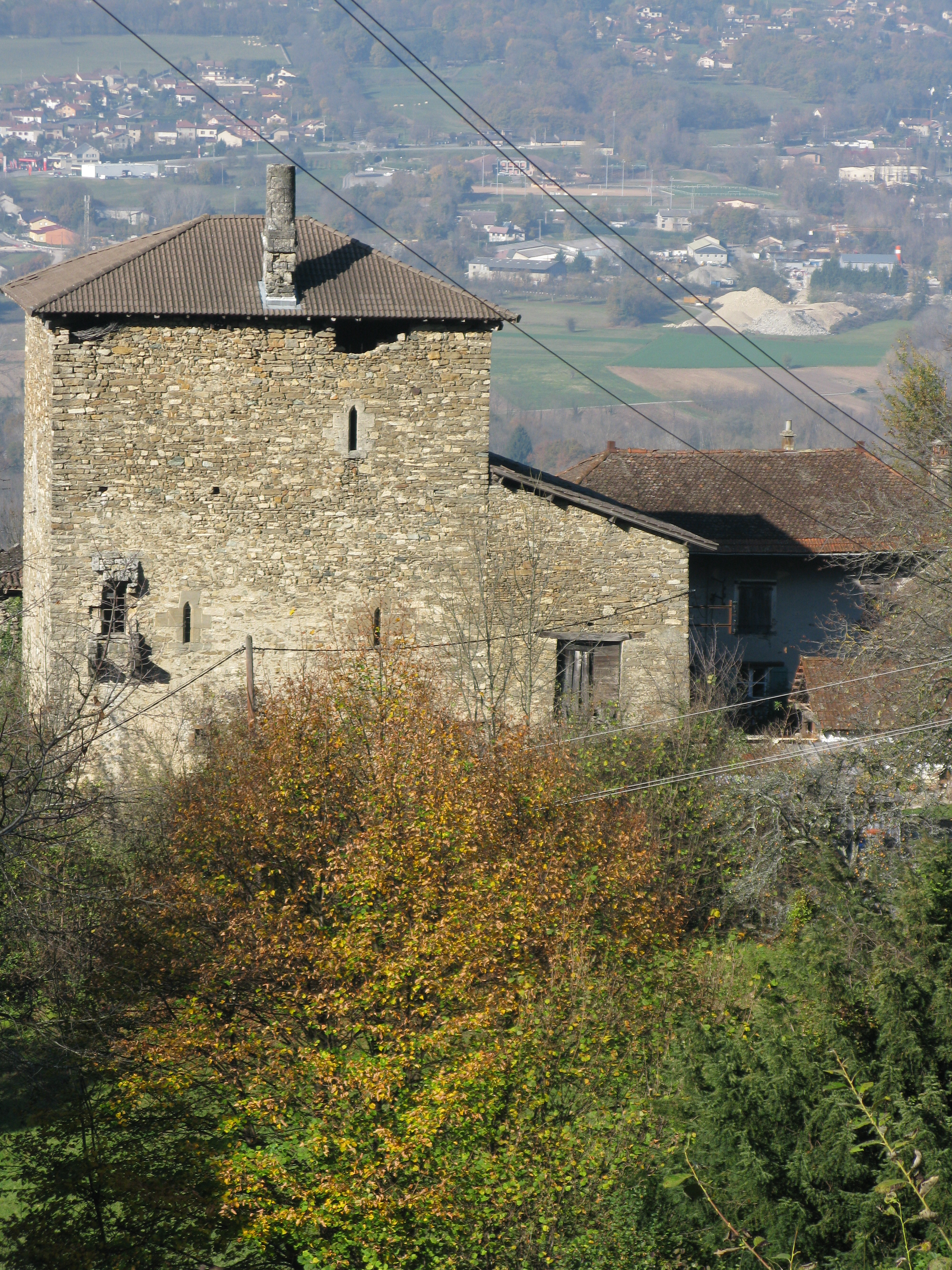
La tour de Montpensard.
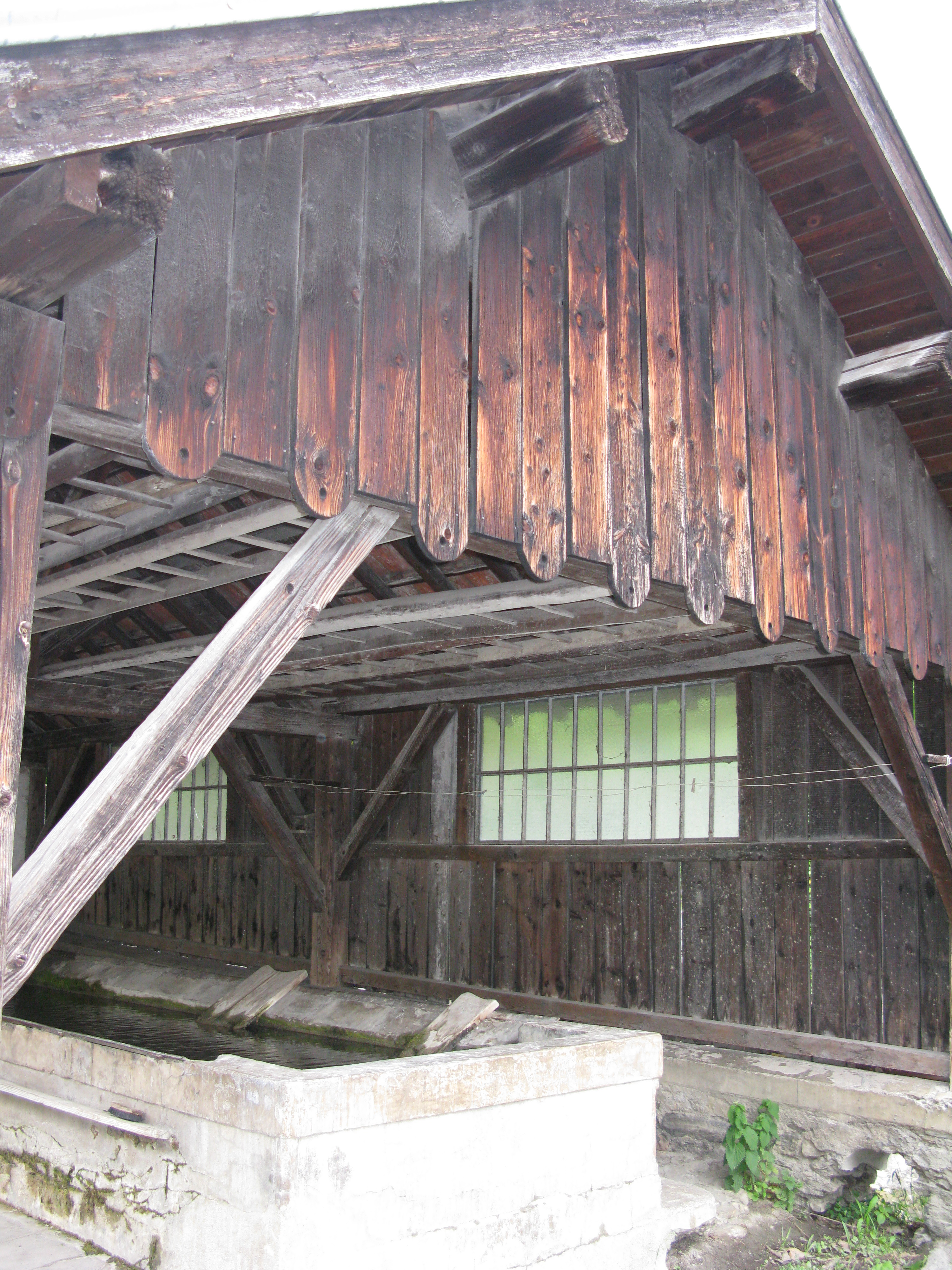
Le lavoir de la place du Petit-Breuil.
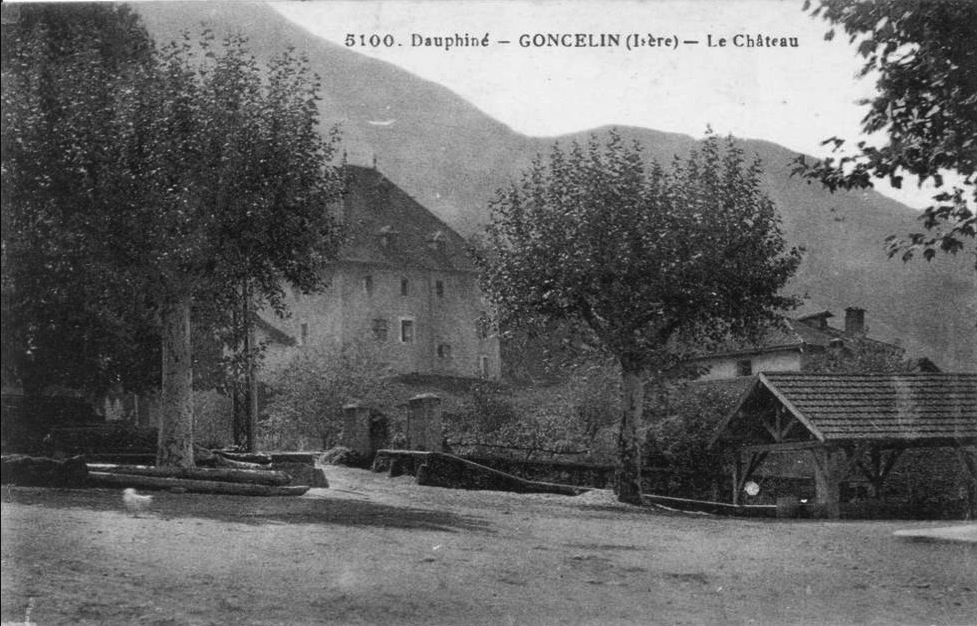
Le château sur une carte postale du début du XXe siècle.

maison forte de Montpansarddu XIVe siècle
maison forte de la Tour Noiredu XIVe siècle
ancienne maison forte du trucau Mas de Fay, l'inventaire du 1339 signale une maison forte. Elle se trouve en rive gauche des gorges du Fay et on peut y accéder depuis le hameau des Fontaines

### Patrimoine naturel

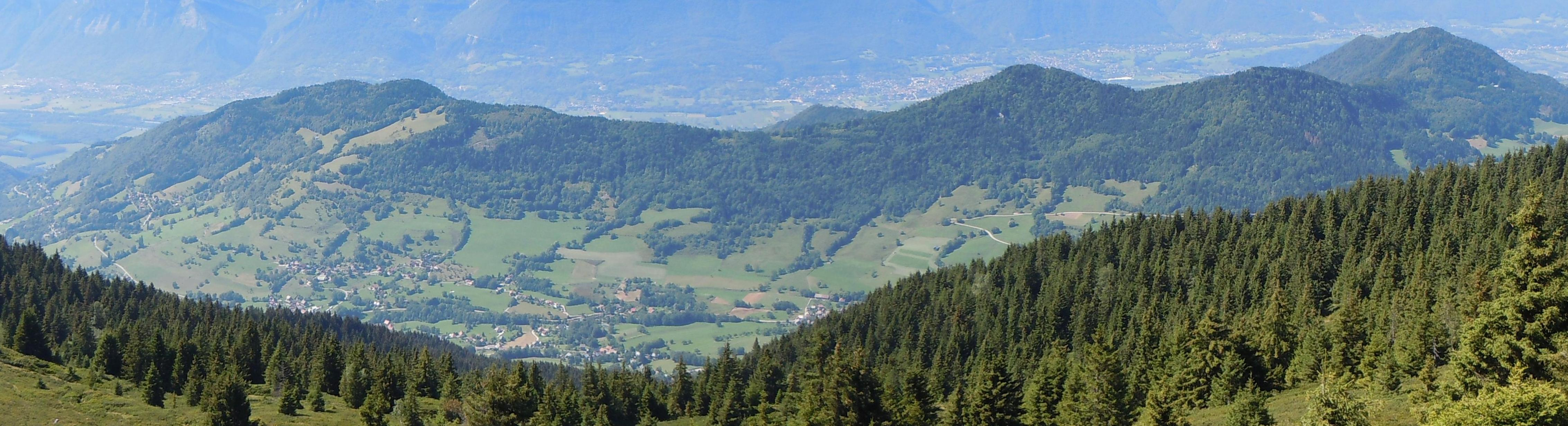
Le coteau de l'Adret, avec la commune de Theys, vue depuis le Crêt Luisard.

La commune comprend deux zones naturelles protégées ZNIEFF de type I
- Marais et pelouse du coteau de l'Adret, en limite de la commune de Theys
- Boisements alluviaux de l'Isère, de Pontcharra à Villard-Bonnot.

Plus largement les bords de l'Isère et les contreforts de Belledonne sont classés en ZNIEFF de type II.

### Personnalités liées à la commune
- Charles Morard de La Bayette de Galles (1734-1813), général des armées de la République, y est né ; décédé à Troyes.
- Justin Bonaventure Morard de Galles (1741-1809), vice-amiral de la Marine de la République française, y est né ; décédé à Guéret.
- Joseph Paganon (1880-1937), conseiller général du canton de Goncelin, ministre de la IIIe République, notamment de l'Intérieur sous Laval.
- Paul Repiton-Préneuf (1904-1962), chef du deuxième bureau auprès du général Leclerc ; directeur de Shell.